# Mulan (film 2020)
Mulan – amerykańsko-chiński film przygodowy z 2020 roku w reżyserii Niki Caro, wyprodukowany przez wytwórnię Walt Disney Studios Motion Pictures. Film jest aktorskim remakiem animowanego filmu Disneya z 1998 roku o tym samym tytule.
Film pojawił się na platformie Disney+ 4 września 2020. W polskich kinach zadebiutował 11 września tego samego roku.

## Obsada
| Polski dubbing: |
| - Vanessa Aleksander jako Mulan - Bartłomiej Topa jako Tung - Monika Krzywkowska jako Xian Lang - Eryk Lubos jako Böri Chan - Jakub Kordas jako Chen Honghui - Krzysztof Dracz jako Cesarz Chin |

- Liu Yifei jako Mulan
- Donnie Yen jako Tung
- Gong Li jako Xian Lang
- Jason Scott Lee jako Böri Khan
- Yoson An jako Chen Honghui
- Jet Li jako Cesarz Chin
- Tzi Ma jako Hua Zhou
- Xana Tang jako Hua Xiu
- Rosalind Chao jako Hua Li

## Premiera
Premiera filmu odbyła się 9 marca 2020 w Dolby Theatre w Los Angeles. Dwa tygodnie później, 27 marca, obraz miał trafić do kin na terenie Stanów Zjednoczonych i Polski, lecz zostało to opóźnione o niecałe pół roku z powodu pandemii koronawirusa, następnie zmieniono datę premiery kinowej najpierw na 24 lipca, a potem na 21 sierpnia, jednak wówczas także odwołano tę premierę. Na początku sierpnia Disney poinformował, że film zostanie wycofany z dystrybucji kinowej w Stanach Zjednoczonych i pojawi się bezpośrednio na platformie Disney+, 4 września 2020. W Polsce film zadebiutował w kinach 11 września, a jego dystrybutorem jest Disney Polska.

## Ścieżka dźwiękowa
Ścieżkę dźwiękową do filmu skomponował Harry Gregson-Williams, który wcześniej miał okazję współpracować z Caro nad dramatem Azyl (2017). W filmie wykorzystano trzy piosenki nagrane przez Christinę Aguilerę: „Loyal Brave True”, jej wersję hiszpańskojęzyczną „El mejor guerrero” oraz „Reflection” w nowej aranżacji.

## Kontrowersje
Skrytykowano fakt, że film został nakręcony w prowincji Sinciang, gdzie znajdują się obozy koncentracyjne, w których znajduje się nawet milion obywateli. Pod koniec napisów końcowych zawarte są specjalne podziękowania dla kilku instytucji rządowych w Sinciangu, w tym Biura Bezpieczeństwa Publicznego Sinciang w Turfan, które prowadzi obozy internowania, oraz kilku lokalnym komitetom Departamentu Promocji Komunistycznej Partii Chin.
Według agencji Reutera, po wybuchu kontrowersji wokół powiązań filmu z Sinciangiem za granicą, chiński rząd nakazał mediom, aby nie relacjonowały publikacji Mulan. Na konferencji 10 września dyrektor finansowy Disneya Christine McCarthy powiedziała, że „prawie cały” film został nakręcony w Nowej Zelandii, ale 20 chińskich miejsc zostało wykorzystanych do „dokładnego przedstawienia niektórych unikalnych krajobrazów i geografii kraju”. Dodała, że kontrowersje „wygenerowały wiele problemów dla Disneya”. Amerykański senator Josh Hawley wysłał list do Boba Chapka z prośbą, między innymi, o wyjaśnienia dotyczące udziału chińskiego rządu w filmie. Human Rights Foundation wysłała również list do Chapka, prosząc Disneya o potępienie łamania praw człowieka i rozważenie przekazania części dochodów z filmu na promocję praw człowieka w Sinciangu.

## Krytyka w mediach
Film został przeważnie pozytywnie oceniony przez krytyków. W serwisie Rotten Tomatoes 72% z 307 recenzje filmu jest pozytywnych, a średnia ocen wyniosła 6,70 na 10. Na portalu Metacritic średnia ocen z 52 recenzji wyniosła 66 punktów na 100.
W recenzji dla Chicago Sun-Times Richard Roeper chwalił umiejętności obsady aktorskiej, spektakularne efekty wizualne oraz nieustającą akcję. Według Alberta Nowickiego (We’ll Always Have the Movies) Mulan to „live-action remake wykonany z sensem i sercem: film stylowy, żywotny, może trochę kampowy, ale z wizualnym przepychem”. Nowicki chwalił podobieństwo filmu do kina wuxia, a także piosenki Aguilery: „«Loyal Brave True» brzmi jak platynowy przebój z serii o Jamesie Bondzie”, „cover «Reflection» już teraz zasłużył sobie na Oscara”. Jarosław Kowal, redaktor portalu Soundrive, pisał o Mulan: „z perspektywy dotychczasowych aktorskich wersji klasyków Disneya jest to krok we właściwym kierunku”.